# Украинская песня года
«Украинская песня года» (укр. Українська пісня року), (ранее «Наша песня») – украинская национальная музыкальная премия. Проект "Наша песня" впервые появился в эфире Первого национального телеканала 18 января 2004 года. 
Автором идеи и генеральным продюсером проекта стал Михаил Поплавский . В 2020 году Поплавский вместе с Олегом Винником возобновили премию после двухлетней паузы.

## История

### Основание и первые годы премии "Наша песня" (2004-2014)
Телепрограмма «Наша песня» впервые появилась в эфире Первого национального телеканала 18 января 2004 года. Автором идеи и генеральным продюсером проекта стал народный артист Украины Михаил Поплавский . Толчком к созданию чисто украинского продукта стало осознание того, что большинство эфирного времени телеканалов Украины заполнены иностранным музыкальным продуктом. Главной целью проекта стала популяризация украинской культуры, украинского языка и украинской песни.

### Первое обновление премии «Украинская песня года» (2016)
В 2017 году в Варшаве прошла церемония награждения национальной премии «Украинская песня года». На церемонии отметили исполнителей по 15 категориям. Награды получили Ирина Федишин , Наталья Валевская , Андрей Князь , Степан Гига , «Красные маки» и многие другие.

### Второе возобновление премии «Украинская песня года» (2019)
2 января 2020 года после двухлетней паузы Поплавский анонсировал, что вместе с Олегом Винником он возобновляет премию. Церемония награждения «Украинской песни года 2019» состоялась 12 февраля 2020 в Национальном дворце искусств «Украина» . Режиссером-постановщиком церемонии стала Катя Царик, а ведущими Екатерина Осадчая и Юрий Горбунов. Определяли участников церемонии по отзывам в социальных сетях, ротациях на радиостанциях и показах на телеканалах. Премии и дипломы вручали и исполнителям песен, и авторам слов, и композиторам.

## Церемонии награждения
| Даты и места проведения церемоний награждения премии |                 |                                                       |                                                                 |                  |
| Год                                                  | Дата            | Места проведения                                      | Ведущие                                                         | Телеканал        |
| 2003                                                 | 18 января 2004  | Киев, Украина                                         |                                                                 | UA: Первый       |
| 2004                                                 | 4 февраля 2005  | Национальный дворец искусств «Украина», Киев, Украина | Анатолий Говорадло та Дмитрий Гершензон                         |                  |
| 2012                                                 | 14 мая 2013     | Национальный дворец искусств «Украина», Киев, Украина | Дмитрий Шепелев, Анастасия Даугуле                              | UA: Первый       |
| 2016                                                 | Февраль 2017    | ATM Studio, Варшава, Польша                           | Наталия Бучинская, Михаил Поплавский                            | Киев, ТОНИС, Эра |
| 2019                                                 | 12 февраля 2020 | Национальный дворец искусств «Украина», Киев, Украина | Екатерина Осадчая, Юрий Горбунов                                | Украина          |
| 2020                                                 | 20 мая 2021     | Павильон киностудии Film.UA,Киев, Украина             | Олег Винник, Михаил Поплавский                                  | Украина          |
| 2021                                                 | 16 февраля 2022 | Национальный дворец искусств «Украина», Киев, Украина | Тина Кароль, Михаил Поплавский, Лилия Ребрик, Григорий Решетник | Украина          |

### 2017
Вручение «Украинской песни года 2017» состоялось в феврале 2017 в варшавском ATM Studio. Впервые концерт был обнародован 2 марта 2017 года. Награды в 15 номинациях в 2017 году получили:
- Талант года: Наталья Валевская - «Мир над Україною».
- Открытие года: Ирина Федишин – «Чужі вуста».
- Лиричность украинской песни: Андрей Князь - «А ти люби».
- Колорит украинской песни: Красные маки – «Бадьор».
- Хитовый дуэт года: Залиcко и Ната-Ли — «Я не проживу без тебе».
- Шансонье украинской песни: - Михаил Грицкан — «Я до тебе горнусь, Україно».
- Патриот украинской песни: – Степан Гига – «Ти не мою».
- Мастер украинской песни: Виктор Павлик - «Не дописана книга».
- Грация украинской песни: Алла Попова - «Ти мій рай».
- Муза украинской песни: Наталья Бучинская - «Ріка».
- Душа украинской песни: Инеш – «Едельвейс».
- Лучшая песня года: Татьяна Пискарева — «Любила, вірила, прощала».
- Художник украинской песни: Анатолий Матвийчук - "А вогонь горить".
- Оберег украинской песни: Иван Попович - «Карпатський край».
- Гарант украинской песни:Михаил Поплавский - «Не бійся висоты».

### 2020
Вручение «Украинской песни года 2019» состоялось 12 февраля 2020 года в киевском Национальном дворце искусств «Украина». Телепремьера церемонии состоялась 18 апреля на телеканале "Украина". Награды получили:
- Александр Пономарёв — «Я закоханий»
- NK — «Обіцяю»
- Khayat — «Осока»
- Tarabarova — «Мені казково»
- Виталий Козловский — «Мала», композитор и автор слов Дмитро Баннов
- LAUD — «У цю ніч»
- «Dilemma» — «Камікадзе»
- Павел Зибров — «Вуса-бренд», композитор Юлік, автор слов Пётр Мага
- Наталия Бучинская — «Не питай», композитор Руслан Квинта
- Таюне — «Солодкі сльози»
- Mélovin — «Вітрила»
- «Dzidzio» — «Вихідний»
- Сергей Бабкин— «Єви та Адами»
- Наталья Могилевская — «Я покохала»
- Мишель Андраде — «Не знаю», автор песни Алексей Потапенко
- Нина Матвиенко – получила награду «Легенда украинской песни» за исполнение песни «Чарівна Скрипка».
- Михаил Поплавский – был отмечен специальной наградой «Гарант украинской песни» и исполнил песни «Женщина-праздник» и «Я твой Миша». Соп-организатор музыкальной премии Олег Винник также исполнил 4 свои песни: «Роксолана», «Натали», «Как жить без тебя» и «Волчица».

### 2021
Церемония награждения «Украинской песни 2020 года», посвященная 30-летию независимости Украины, состоялась 20 мая 2021 года, в День вышиванки. Мероприятие несколько раз было перенесено из - за пандемии . В конце концов, его решили провести в павильоне киностудии Film.UA . Ведущими премии выступили Михаил Поплавский и Олег Винник.
Награды в номинации «Легенда украинской песни» получили:
- Ирина Билык — «Не стримуй погляд»
- Наталия Могилевская — «Відірватись від землі»
- Иво Бобул — «Марічка»
- Павел Зибров — «Юний орел»
- Оксана Билозир — «Горобина ніч»
- Алла Кудлай — «Білий цвіт на калині»
- Руслана — «Дикі танці»
- Степан Гига — «Яворина»

Премию «Гордость украинской песни» получили:
1. Наталия Бучинская — «Дівчина-Весна»
2. DZIDZIO — «Я Міліонер»
3. Наталия Валевская — «Мир над Україною»
4. Ирина Федишин — «Цвіте калина»
5. Дмитрий Коляденко — «Маруся»
6. Gena VITTER — «Серденько»
7. Камалия — «Вільна»
8. Театр песни Лисапетнвй батальон — «Лісапет»

А в номинации "Надежда украинской песни" победили: NIKITA LOMAKIN, Артем Пивоваров, GROSU, Мята, Сергей Мироненко, Солоха, Таюне, Алина Поплавская, Анна Буткевич.

### 2022
Церемония награждения «Украинской песни 2021 года», состоялась 16 февраля 2022 года, в «День единения». Мероприятие проходило в Национальном Дворце искусств «Украина». Ведущими премии выступили: Михаил Поплавский, Тина Кароль, Грегорий Решетник и Лилия Ребрик. 
Награды в номинации «Легенда украинской песни» получили: 
1. Тина Кароль
2. Олег Винник
3. Наталия Могилевская
4. Ирина Билык — «Ти мій»
5. Михаил Поплавский — «Щастя є»
6. Верка Сердючка — «Пропозиція»

Премию «Гордость украинской песни» получили:
1. NK — «Почуття»
2. Анна Тринчер — «Метелики»
3. Павел Зибров — «Мертві бджоли не гудуть»
4. Антитела — «Стань»
5. KAZKA — «М'ята»
6. DZIDZIO — «Марічка»

В номинации «Надежда украинской песни» победили:
1. Wellboy — «Вишні».
2. Артём Пивоваров — «Мираж»
3. Анна Буткевич — «Гріх маю»
4. Сергей Бабкин — «Вона знає»
5. Таюне — «Схожа на квітку»
6. Мята — «Фарби»
7. Алина Поплавская — «Знову твоя»
8. Анця и GENA VITER — «Поляна»

Михаил Поплавский как автор идеи и генеральный продюсер проекта получил специальную премию «Гарант украинской песни» – за поддержку и развитие украинской песни.